# علیرضا نقی‌زاده
علیرضا نقی‌زاده (زاده ۱۳ اسفند ۱۳۷۱ در تبریز) یک بازیکن فوتبال اهل ایران است که در پست هافبک میانی بازی می‌کند.

## دوران باشگاهی
از تیم‌هایی که او در آن‌ها بازی کرده ‌است می‌توان به گسترش‌فولاد ، سیاه‌جامگان ، تراکتور ، سپاهان ، مس رفسنجان و آلومینیوم و خیبر خرم‌آباد اشاره کرد.